# Aeroport d'Oulu

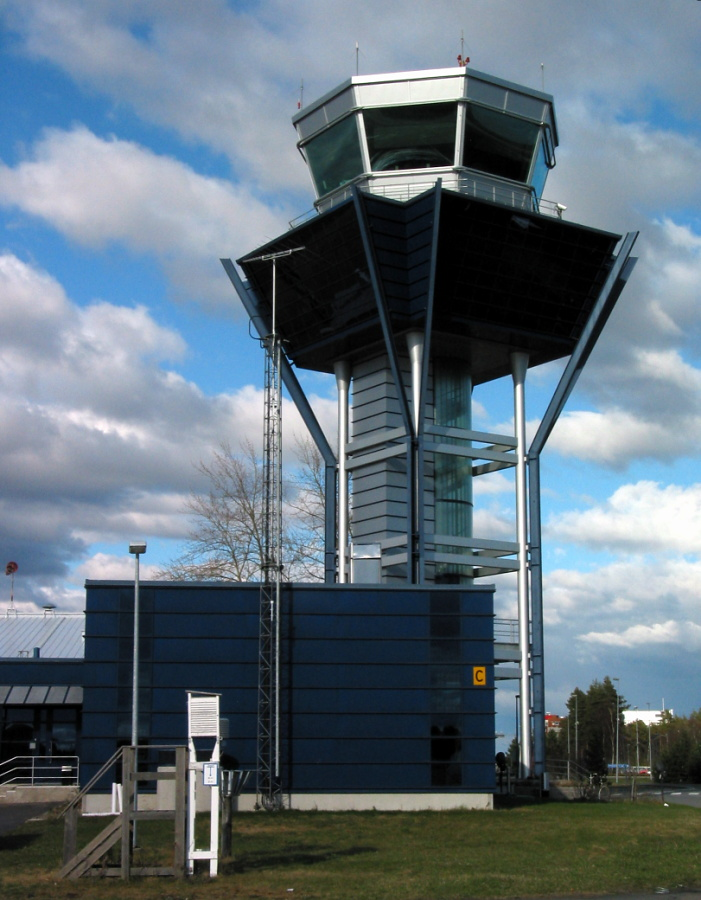
Torre de control de trànsit aeri

L'Aeroport d'Oulu ((codi IATA: OUL, codi OACI: EFOU): OUL, : ; finlandès: finès: Oulun lentoasema, suec: Uleåborgs flygplats: suec: Uleåborgs flygplats) està situat a Oulu, Finlàndia, 106 km (66 mi) al sud-oest del centre de ciutat. L'aeroport és el segon més transitat de Finlàndia després del Hèlsinki-Vantaa, amb un nombre de passatgers de 1 milió l'any 2016. Hi ha al voltant de vint vols diaris a Hèlsinki. L'aeroport d'Oulu és àmpliament utilitzat per la Força Aèria Finlandesa amb finalitats d'entrenament. Recentment la terminal vella va ser derrocada per aconseguir més espai. Una extensió important de la terminal principal va ser completada el mes de setembre de 2011. Quatre noves passarel·les per l'accés a aeronaus (les portes 13–16) van ser construïdes i la terminal principal va ser ampliada en uns 4,300 m² (46,000 sq ft), elevant la capacitat de l'aeroport a 1.5 milions de passatgers per any. L'òrgan de gestió de l'aeroport és Finavia. L'aeroport d'Oulu ha ofert accés WI-FI lliure per als passatgers des del mes de maig de 2007.

## Pista
L'aeroport té una pista, 12/30, la qual té 2501 m (8,205 ft) de llarg i 60 m (197 ft) d'ample. La pista 12 està equipadada amb un Sistema d'aterratge Instrumental de Categoria II. La pista va ser renovada l'estiu de 2017.

## Línies aèries i destinacions
| Aerolínies                                   | Destinacions                                                      |
| -------------------------------------------- | ----------------------------------------------------------------- |
| Aegean Airlines                              | Seasonal charter: Chania                                          |
| Finnair                                      | Hèlsinki Seasonal: Chania, Gazipasa, Palma (begins June 20, 2018) |
| Finnair operated by Nordic Regional Airlines | Hèlsinki                                                          |
| Jet Time                                     | Charter: Gran Canària, Vílnius                                    |
| Nextjet                                      | Gothenburg, Luleå (PSO), Sundsvall, Tromsø (PSO)                  |
| Norwegian Air Shuttle                        | Hèlsinki Seasonal: Gran Canària, Tenerife-South                   |
| Primera Air                                  | Seasonal charter: Funchal-Madeira, La Palma                       |

## Història
AirBaltic operava vols de l'aeroport d'Oulu a Riga, Turku i altres destinacions. El 23 de setembre de 2010 l'empresa va anunciar que obriria un hub a Oulu, el qual significaria 10–15 destinacions directes noves. El hub havia d'estar operatiu pels volts del 2012/13. El pla va ser cancel·lat, a causa dels problemes econòmics d'AirBaltic. El 28 d'octubre de 2012 la línia aèria va deixar d'opera completament des de l'aeroport d'Oulu.
L'any 2014 Scandinavian Airlines System va posar fi al seu vol directe sense escales entre Estocolm i Oulu. Aquests vols eren operats per aeronaus Braathens SAAB Regional 2000. La ruta va ser tancada a causa del seu poc d'interès.

## Estadística
| Any  | Passatgers domèstics | Passatgers internacionals | Passatgers totals | Canvi  |
| ---- | -------------------- | ------------------------- | ----------------- | ------ |
| 2006 | 764,831              | 83,115                    | 847,946           | +4.6%  |
| 2007 | 764,674              | 75,276                    | 839,950           | −0.9%  |
| 2008 | 709,779              | 92,176                    | 801,955           | −4.5%  |
| 2009 | 605,534              | 82,424                    | 687,958           | −14.3% |
| 2010 | 595,457              | 105,119                   | 700,576           | +1.7%  |
| 2011 | 850,305              | 123,607                   | 973,912           | +39.1% |
| 2012 | 899 854              | 178,679                   | 1,078,533         | +10.7% |
| 2013 | 745,178              | 131,902                   | 877,080           | −18.7% |
| 2014 | 829,936              | 130,611                   | 960,547           | +9.5%  |
| 2015 | 890,609              | 92,114                    | 982,723           | +2.3%  |
| 2016 | 950,203              | 77,292                    | 1,027,495         | +4.6%  |

## Transport de terra
| Autobús | Oulu Transport públic | 8, 9 | Centre de ciutat (finès: Keskusta: finès: Keskusta), Universitat | www.oulunjoukkoliikenne.fi | Cada 15 minuts |